# René Jodoin
René Jodoin (* 30. Dezember 1920 in Hull, Québec; † 22. Januar 2015 in Montreal) war ein kanadischer Filmproduzent, Regisseur und Animator. Er gründete die französischsprachige Animationsabteilung des National Film Board of Canada.

## Leben
Jodoin studierte an der École des beaux-arts in Montreal und wurde 1943 von Norman McLaren als einer der ersten Animatoren zur neu gegründeten Animationsabteilung des National Film Board of Canada (NFB) geholt. Jodoin wurde wesentlich von seinem Mentor McLaren beeinflusst und sah sich selbst als ein der Gesellschaft verpflichteter Künstler. Zahlreiche seiner Filme weisen daher auch didaktische Züge auf.
Jodoin experimentierte mit neuen Animationsformen und schuf mit He Who Laughs Last den ersten mit Cels animierten Film, der vom NFB produziert wurde. Nach einer fruchtbaren Zusammenarbeit mit McLaren verließ Jodoin 1947 das NFB und ließ sich in Toronto als selbstständiger Animator nieder. Erst 1954 kehrte er an das NFB zurück. Er wurde Leiter des dortigen Animationsprogramms, das unter anderem Filme für das kanadische Department of National Defence drehte.
Im Jahr 1966 gründete Jodoin die französischsprachige Animationsabteilung des NFB, die zahlreiche bedeutende Animatoren hervorbrachte, darunter Ishu Patel, Co Hoedeman, Caroline Leaf und Paul Driessen. Jodoin förderte innovative und experimentelle Ansätze und war selbst als Regisseur von Kurzfilmen mit Bildungsauftrag tätig. Zu seinen Werken der Zeit gehören die Geometrie-basierten Kurzanimationsfilme Dance Squared (1961), Notes on a Triangle (1966) und Spheres (1969), letzterer eine 1948 begonnene Zusammenarbeit mit Norman McLaren.
Ab 1969 experimentierte Jodoin mit computerunterstützter Animation und produzierte 1971 den ersten computeranimierten Kurzfilm Metadata, der unter der Regie von Peter Foldes und unter Mithilfe des National Research Council of Canada entstand. Zwei von Foldes produzierte Filme wurden für einen Oscar in der Kategorie Bester animierter Kurzfilm nominiert: Hunger (1974) von Peter Foldes sowie Monsieur Pointu (1975) von André Leduc und Bernard Longpré. Im Jahr 1977 trat Jodoin von seinem Posten als Direktor der französischsprachigen Animationsabteilung des NFB zurück und ging 1985 in den Ruhestand. Auch nach 1985 experimentierte er im Bereich der Computeranimation. Für seine Verdienste um den kanadischen Animationsfilm wurde Jodoin im Jahr 2001 mit dem Prix Albert-Tessier ausgezeichnet. Er starb am 22. Januar 2015 in Montreal im Alter von 94 Jahren.

## Filmografie (Auswahl)

### Als Produzent
- 1964: The Canadian Shield: Saguenay Region
- 1964: Among Fish
- 1965: Glaciation
- 1967: A Child in His Country
- 1969: Spheres
- 1969: Oddball
- 1969: Notre jeunesse en auto-sport
- 1969: Les fleurs de macadam
- 1969: Le corbeau et le renard
- 1969: Cerveau gelé
- 1970: Points de suspension
- 1970: La ville
- 1970: Dimension soleils
- 1971: Multiplication 1
- 1971: Multiplication 2
- 1971: Multiplication 3
- 1972: Balablok
- 1972: Wind
- 1972: Series 4
- 1973: Passage
- 1973: Nébule
- 1973: Horsing Around
- 1973: Dans la vie
- 1974: Hunger
- 1975: Horizon
- 1976: Monsieur Pointu
- 1977: Dernier envol
- 1978: L’affaire Bronswik
- 1978: Entre chiens et loup
- 1980: One Way Street
- 1984: Bioscope

### Als Regisseur
- 1944: Alouette
- 1957: The Standard Range Approach
- 1957: The Jet Beacon Let-Down
- 1957: The Automatic Radio Compass: Part II
- 1958: Remain VFR
- 1959: An Introduction to Jet Engines
- 1959: An Introduction to I.F.F.
- 1960: Propagation
- 1960: Julie, Part 3: Water Conditions
- 1960: Directivity
- 1960: Bandwidth
- 1961: Dance Squared
- 1966: Notes on a Triangle
- 1948/1969: Spheres
- 1984: Rectangle & Rectangles
- 1984: A Matter of Form
- 1999: Between Time and Place

### Als Animator
- 1944: Let’s All Sing Together: No. 1
- 1944: Let’s All Sing Together: No. 2
- 1944: Alouette
- 1945: Let’s All Sing Together: No. 3
- 1945: Let’s All Sing Together: No. 6
- 1957: The Automatic Radio Compass: Part II
- 1957: Aural Null
- 1958: Remain VFR
- 1961: The Global Struggle for Food
- 1961: Snow
- 1961: People by the Billions
- 1961: Man and His Resources
- 1961: Danse carrée
- 1961: Challenge to Mankind
- 1961: Can the Earth Provide?
- 1963: IFF Mark 10: Selective Identification Feature
- 1966: Notes on a Triangle
- 1969: Spheres
- 1984: Rectangle & Rectangles

## Auszeichnungen
- 1968: BAFTA, Bester animierter Film, für Notes on a Triangle
- 1975: Oscarnominierung, Bester animierter Kurzfilm, für Hunger
- 1985: Chicago International Film Festival, Gold-Hugo-Nominierung für den Besten Kurzfilm für A Matter of Form
- 2000: Norman McLaren Heritage Award des Ottawa International Animation Festival
- 2001: Prix Albert-Tessier